# サイード・ヌルマゴメドフ
サイード・ヌルマゴメドフ（ロシア語: Саид Нурмагомедов、英語: Said Nurmagomedov、1992年4月5日 - ）は、ロシアの男性総合格闘家。ダゲスタン共和国マハチカラ出身。ファイトクラブ・アフマト所属。

## 来歴
幼少期に護身のために格闘技のトレーニングを始める。

### 総合格闘技
アマチュア総合格闘技の世界選手権、ロシア選手権、欧州選手権で優勝するなどの実績を残し、国際スポーツマスターの称号を授与された。2009年にプロ総合格闘技デビュー。ACBのバンタム級グランプリで準優勝するなど活躍し、12戦11勝の戦績を残した。

### UFC
2018年7月14日、UFC初参戦となったUFC Fight Night: dos Santos vs. Ivanovでジャスティン・スコギンズとフライ級契約で対戦し、2-1の判定勝ち。
2022年1月22日、UFC 270でコーディー・スタマンと対戦し、ギロチンチョークで開始47秒の一本勝ち。パフォーマンス・オブ・ザ・ナイトを受賞した。
2023年3月11日、UFC Fight Night: Yan vs. Dvalishviliでジョナサン・マルチネスと対戦し、0-3の判定負け。海外のMMAメディアサイトの採点では17人中13人の記者がヌルマゴメドフの勝利を支持した。
2023年10月21日、UFC 294でムイン・ガフロフと対戦し、ニンジャチョークで1R一本勝ち。パフォーマンス・オブ・ザ・ナイトを受賞した。
2025年2月1日、約1年4カ月ぶりの試合となったUFC Fight Night: Adesanya vs. Imavovでヴィニシウス・オリベイラと対戦し、0-3の判定負け。敗れはしたものの、ファイト・オブ・ザ・ナイトを受賞した。

## 戦績
| 総合格闘技 戦績 | 総合格闘技 戦績 | 総合格闘技 戦績 | 総合格闘技 戦績 | 総合格闘技 戦績 | 総合格闘技 戦績 | 総合格闘技 戦績 |
| --------------- | --------------- | --------------- | --------------- | --------------- | --------------- | --------------- |
| 23 試合         | (T)KO           | 一本            | 判定            | その他          | 引き分け        | 無効試合        |
| 18 勝           | 4               | 6               | 8               | 0               | 0               | 0               |
| 5 敗            | 0               | 0               | 5               | 0               | 0               | 0               |

| 勝敗 | 対戦相手                           | 試合結果                                           | 大会名                                        | 開催年月日     |
| ×    | ブライス・ミッチェル               | 5分3R終了 判定0-3                                  | UFC on ABC 9: Whittaker vs. de Ridder         | 2025年7月26日  |
| ×    | ヴィニシウス・オリベイラ           | 5分3R終了 判定0-3                                  | UFC Fight Night: Adesanya vs. Imavov          | 2025年2月1日   |
| ○    | ムイン・ガフロフ                   | 1R 1:13 ニンジャチョーク                           | UFC 294: Makhachev vs. Volkanovski 2          | 2023年10月21日 |
| ×    | ジョナサン・マルチネス             | 5分3R終了 判定0-3                                  | UFC Fight Night: Yan vs. Dvalishvili          | 2023年3月11日  |
| ○    | サイードヨクブ・カフラモノフ       | 2R 3:50 ギロチンチョーク                           | UFC Fight Night: Cannonier vs. Strickland     | 2022年12月17日 |
| ○    | ダグラス・シウバ・ジ・アンドラージ | 5分3R終了 判定3-0                                  | UFC on ESPN 39: dos Anjos vs. Fiziev          | 2022年7月9日   |
| ○    | コーディー・スタマン               | 1R 0:47 ギロチンチョーク                           | UFC 270: Ngannou vs. Gane                     | 2022年1月22日  |
| ○    | マーク・ストリーグル               | 1R 0:51 KO（パウンド）                             | UFC Fight Night: Ortega vs. The Korean Zombie | 2020年10月18日 |
| ×    | ラオーニ・バルセロス               | 5分3R終了 判定0-3                                  | UFC Fight Night: Edgar vs. The Korean Zombie  | 2019年12月21日 |
| ○    | リカルド・ラモス                   | 1R 2:28 TKO（ボディーへの右後ろ回し蹴り→パウンド） | UFC Fight Night: Assunção vs. Moraes 2        | 2019年2月2日   |
| ○    | ジャスティン・スコギンズ           | 5分3R終了 判定2-1                                  | UFC Fight Night: dos Santos vs. Ivanov        | 2018年7月14日  |
| ○    | ルイス・ノゲイラ                   | 5分3R終了 判定3-0                                  | WFCA 42                                       | 2017年9月27日  |
| ○    | アンデルソン・ドス・サントス       | 1R 1:52 ギロチンチョーク                           | WFCA 35                                       | 2017年4月1日   |
| ○    | アブドゥル＝ラフマン・デュラエフ   | 5分5R終了 判定3-0                                  | WFCA 30 【WFCAバンタム級王座決定戦】          | 2016年10月4日  |
| ○    | ウォルター・ペレイラ・ジュニア     | 5分3R終了 判定3-0                                  | WFCA 22                                       | 2016年5月22日  |
| ○    | ディエゴ・マルロン                 | 5分3R終了 判定3-0                                  | WFCA 16                                       | 2016年5月12日  |
| ×    | マゴメド・ビブラトフ               | 5分3R終了 判定0-3                                  | ACB 9 【バンタム級グランプリ決勝】            | 2014年6月22日  |
| ○    | ジャーマン・バルセギアン           | 1R 1:50 TKO（ドクターストップ）                    | ACB 7 【バンタム級グランプリ準決勝】          | 2014年5月18日  |
| ○    | マゴメド＝エミン・ハジュゲリエフ   | 5分2R終了 判定3-0                                  | ACB 4 【バンタム級グランプリ準々決勝】        | 2014年3月30日  |
| ○    | アスラン・トクタルバエフ           | 5分2R終了 判定3-0                                  | ACB 1 【バンタム級グランプリ一回戦】          | 2014年3月2日   |
| ○    | アフメド・サラポフ                 | 1R 4:40 KO（パンチ）                               | Liga Kavkaz: Battle in Khiv 1                 | 2013年8月15日  |
| ○    | ジャイルーベイ・ヅォロノフ         | 1R 1:35 腕ひしぎ十字固め                           | Vale Tudo 3                                   | 2013年5月12日  |
| ○    | オスカル・ネイブ                   | 1R 2:03 腕ひしぎ十字固め                           | World Ultimate Full Contact 15                | 2009年8月22日  |

## 獲得タイトル
- WFCAバンタム級王座（2016年）

## 表彰
- UFC パフォーマンス・オブ・ザ・ナイト（2回）
- UFC パフォーマンス・オブ・ザ・ナイト（1回）